# Алкей
Алке́й (др.-греч. Ἀλκαῖος; 626/620— после 580 до н. э.) — древнегреческий поэт и музыкант, представитель монодийной мелической (музыкально-песенной) лирики.

## Биографические данные
Всенародным судом

        отдали вы

                родину бедную,

Злополучный наш град,

        в руки — кому ж?

                Родины пасынку!

Стал тираном Питтак,

        города враг,

                родины выродок.

Алкей родился во второй половине VII в. до н. э., вероятно, в Митиленах на о. Лесбос, и был современником и соотечественником Сапфо и Питтака. Конкретных сведений о происхождении Алкея, родителях, жене или детях не сохранилось. Бетти Редис указывает его выходцем из аристократического рода. Известно, что у него было два брата — Кикис и Антименид.
В середине VII в. до н. э. в Митиленах происходит упразднение царской власти, место которой заняла олигархия царского рода Пенфилидов. Вскоре власть Пенфелидов пала в результате заговора, и между ведущими аристократическими семействами разгорелась борьба за первенство. В 618 до н. э. власть в городе захватил некий Меланхр (по свидетельствам древних авторов, первый тиран Митилен).
В это же время обостряется давний конфликт между Митиленами и афинскими колониями Ахиллеем и Сигеем на Геллеспонте. В битве за Сигей, в личной схватке военачальников Питтак победил своего оппонента Фринона (олимпийского победителя-пятиборца). Однако, хотя командующий афинян был убит, митиленцы потерпели поражение. Алкею, который принимал участие в битве, пришлось спасать жизнь бегством даже бросив оружие. В столкновениях он проявил себя храбрым и умелым солдатом; брошенный щит попал в руки афинян, которые повесили его в храме Афины в Сигее, как большой трофей. Позже Алкей воспел это событие в песне и послал её на Лесбос, адресовав своему другу Меланиппу.
Вскоре Меланхр, объединенными усилиями Алкея, его братьев и будущего тирана Митилен Питтака, был свержен и убит (между 612 и 608 до н. э. После смерти Меланхра тираном Митилен стал Мирсил. Позиция Питтака, бывшего союзника Алкея, через некоторое время изменилась; он выступил на стороне тирана и некоторое время был его соправителем. Когда это произошло, Алкей напал на Питтака в стихотворениях, которые у поэта можно посчитать наиболее оскорбительными.
Политика Мирсила была направлена против определенных представителей старой митиленской знати, и многие аристократы, в том числе род Алкея и Сапфо, были вынуждены бежать из города (между 612 и 618 годами до н. э.). Алкей находился в изгнании как минимум до смерти Мирсила (между 595 и 579 годами до н. э.), когда смог вернуться на родину. К этому периоду следует отнести большинство стихотворений его т. н. «Стасиотики» (бунтарских песен), в частности известнейшую оду-аллегорию о корабле-государстве и не менее известную «оружейную оду».
После смерти Мирсила многие аристократы-изгнанники вернулись и продолжили борьбу за власть. Когда точно умер Мирсил, и умер своей смертью или насильственной — неизвестно; сохранился фрагмент стихотворения Алкея, в котором о смерти Мирсила поэт сообщает с искренней радостью. (Этой песне, от которой сохранилось начало, подражает Гораций в оде на смерть Клеопатры.)
Дальнейшие столкновения, однако, привели ко второму изгнанию аристократов; и Алкей вновь покинул Лесбос. Алкей и Антименид отправились в длительное изгнание. Страбон сообщает, что Алкей побывал в Египте и в одном из стихотворений описал дельту Нила. Также возможно, что Алкей побывал во Фракии и Беотии.
Пребывая в изгнании, аристократы не забывали о намерении восстановить в Митиленах свой порядок и продолжали интриговать против городского правления. Наконец, партия аристократов приобрела такую силу, что угроза их возвращения на Лесбос в виде военного вторжения стала реальной. Митилены поддались страху; в 589 (или 590 до н. э.) в городе был избран эсимнет, которым стал Питтак (об этом сообщает Аристотель со ссылкой на Алкея). Питтак получил срок полномочий в 10 лет и должен был укрепить город и возглавить демократов в вероятном конфликте с аристократами, лидером которых стал Алкей.
Около 585 до н. э. Алкей, ставший во главе своей партии, вернулся на остров, но в результате столкновений был побежден. Питтак освободил Алкея (отметив, по словам Гераклита, что «лучше простить, чем мстить»). К этому времени Алкей достиг средних лет; хотя исторические сведения об Алкее с тех пор отсутствуют, по некоторым сохранившимся фрагментам его текстов делается вывод, что он дожил до глубокой старости.

## Тексты
Пойми, кто может, буйную дурь ветров!

Валы катятся — этот отсюда, тот

        Оттуда... В их мятежной свалке

                Носимся мы с кораблем смоленым,

Едва противясь натиску злобных волн.

Уж захлестнула палубу сплошь вода;

        Уже просвечивает парус,

                Весь продырявлен. Ослабли скрепы.

Но — злейший недуг — голову выше всех

Гребней подъемля, новый чернеет вал,

        Беду суля и труд великий,

                Прежде чем в гавань корабль войдет.

Объём сочинений Алкея в своё время должен был быть значительным. Гефестион утверждает, что Аристофан и Аристарх, известные александрийские грамматики, составили свод комментариев к Алкею в десяти книгах. Это подтверждается Афинеем, который цитирует фрагмент, идентифицируемый как седьмой из десятой книги. Гефестион не упоминает, каким образом тексты были поделены на книги — хронологически, метрически или тематически. Уцелевшие стихи Алкея сохранились либо в передаче поздних античных авторов, либо на египетских папирусах II—III вв. н. э. Из десяти книг сохранилось только около 500 строк в целом, и эти строки дошли до нас в основном благодаря цитатам у Афинея, Аполлония, Гефестиона, Страбона, Гераклида и некоторых менее известных античных авторов.
Сохранившиеся фрагменты охватывают широкий спектр тем, которые принято делить на пять классов: 1) гимны богам (пеаны), 2) бунтарские песни (стасии), 3) застольные песни (сколии) 4) любовные песни (эротики), 5) прочее.

Сапфо и Алкей, Лоуренс Альма-Тадема, 1881 год, Walters Art Museum

Пеаны, гимны в честь богов (Афины, Аполлона, Гермеса, Ареса, Эрота и др.), а также в честь полубогов и героев (Диоскуров, Ахилла, Аякса и др.) составляли значительную часть стихотворений Алкея. Эти песни вкратце перечисляли достоинства богов, их деяния, события жизни, и содержали просьбы о благосклонности, чаще всего — о помощи в борьбе с врагом или о возвращении на родину. Гимны богам были рассчитаны на широкую аудиторию, и были известны повсюду. По сохранившимся фрагментам пеанов представляется, что Алкей писал гимны глубокой разработки, но основная часть из дошедшего представляет собой чистую мелику — монодические произведения субъективного плана, выражающие концепцию автора, исходящую из личной апперцепции и опыта, и предназначенные для исполнения под аккомпанемент простого инструмента (лиры, кифары).
С политической деятельностью Алкея тесно связаны стасии, составляющие основную часть его текстов. Стасии предназначались для декламации в кругу «товарищей по борьбе» — членов гетерии, собравшихся на культовый симпосион. Стасии в непосредственной форме выражали чувства и взгляды общественной группы, вовлеченной в борьбу за власть. Наиболее знаменит стасий (от которого сохранилось только начало), где Алкей рисует свою гетерию в образе корабля, застигнутого бурей, заливаемого волнами и близкого к крушению. Этот образ позднее был истолкован как аллегория государства, раздираемого внутренними конфликтами (хотя Алкей имел в виду именно судьбы своей общественной группы и опасности, грозящие ей в борьбе за власть). Этот образ оказал влияния на Горация, который в своих одах таким же образом рисует Римское государство.
К стасиям близки по духу сколии, застольные песни. Для этого жанра характерно сохранившееся начало песни, где поводом к пиру является радость при вести об убийстве тирана.
Меньше всего фрагментов сохранилось из эротиков, любовных песен (эта часть наследия Алкея лучше известна по свидетельствам Феокрита). Среди немногочисленных фрагментов обращают на себя внимание отрывок серенады у дверей возлюбленной; жалоба девушки, поражённой любовью; песнь о власти любви над Еленой (которой это чувство велело бросить мужа, бежать с Парисом и стать причиной кровавой войны). Сохранились стихотворения о возлюбленном Алкея (эроменосе — юноше, состоящем в интимной связи со взрослым мужчиной, которого называли эрастес).

## Алкей и Сапфо

Алкей и Сапфо. Краснофигурная вазопись, ок. 480 г. до н.э. Antikensammlungen (Мюнхен)

Во времена поздней античности и раннего средневековья, когда тексты Алкея и Сапфо были ещё не утрачены, история любви Алкея к Сапфо не подвергалась никакому сомнению и была популярной темой в искусстве. В Британском музее хранится терракотовая тарелка с изображением Сапфо и Алкея; Сапфо сидит с лирой в руках, Алкей наклоняется к ней, трогая лиру правой рукой; оба беседуют или поют. В Мюнхене хранится расписанная ваза, датируемая 480-470 гг. до н.э.; на ней изображены играющие на лирах-барбитах Алкей (слева) и Сапфо.
Почти не возникает сомнений в том, что Алкей стал одним из отвергнутых поклонников Сапфо. Известен фрагмент, который цитирует Аристотель, упоминая о чувстве Алкея к Сапфо; Гефестион утверждает то же самое. Гермесианакт в «Списке вещей о любви», цитату из которого приводит Афиней, утверждает, что Алкей «часто пел о своей любви к Сапфо».
В этих фрагментах строки, приписываемые Алкею, написаны модифицированным сапфическим стихом (с добавлением анакрузы); строки, приписываемые Сапфо, написаны Алкеевой строфой. Эти два обстоятельства — достаточно веский аргумент в пользу представления о возможной связи Сапфо и Алкея. (Сохранился фрагмент Сапфо, в котором она отказывает адресату в замужестве, ссылаясь на разницу в возрасте; многие исследователи считают, что фрагмент адресован Алкею, и делают таким образом вывод, что Алкей был моложе Сапфо. Однако доказательств того, что адресатом фрагмента является Алкей, не найдено.)

## Художественные достоинства и значение
В разнообразии тем, в утонченности ритма, в безупречном совершенстве стиля, очевидным даже по скупым фрагментам, Алкей ставится выше всех прочих (в том числе меликов Алкмана, Сапфо, Пиндара, трагиков Эсхила, Софокла, Еврипида).
Сапфо фиалкокудрая, чистая,

С улыбкой нежной! Очень мне хочется

        Сказать тебе словцо тихонько,

                Только не смею: мне стыд мешает.

Сила описательности Алкея — высочайшего порядка; его картины натуральны и ярки; у него нет ни слова, которое было бы лишним, или которого бы не хватало. Алкей — мастер аллегории, его стилистические и семантические фигуры совершенны; сравнения, которые он использует, просты и замечательны. В выборе прилагательных и уместности эпитетов Алкею не находят равных. Алкей интенсивно пользуется сонорикой; в дошедших текстах постоянно встречаются превосходные аллитерации.
Гебр, река из рек, под стеной эносской

Рвущийся в багровые волны моря,

Из фракийских стран, пробивая устье,

        Славных конями,—

К берегам твоим собираясь, девы

Влагою твоей, как священным маслом,

Услаждают, нежной скользя ладонью,

        Нежное тело...

Как любой поэт, Алкей находит вдохновение в пейзаже и природных явлениях. Это особенно очевидно по строкам-приветствиям весне; описаниям зимы и лета, шторма на море; зарисовках оленя, дикой утки, морской раковины; обращению к реке Гебру.
По анализу текстов, главным поэтическим образцом для Алкея представляется Архилох. В некоторых фрагментах прослеживается также влияние Гесиода (такие фрагменты — близкая имитация некоторых мест из «Трудов и дней»); прослеживается также влияние эпики Гомера.
Самому Алкею больше всего подражали у греков — Феогнид и многие трагики, у римлян — Гораций. Гораций, как представляется, был обязан Алкею многим — даже в том скудном наследстве, которое нам досталось, мы находим массу материала, имитированного Горацием и метрически и семантически, местами почти пословно, иногда целой строфой. Гораций изучал и адаптировал и других греческих лириков, но своим главным образцом сам признает Алкея. Почти все размеры, которые используются у Горация, представлены у Алкея. Существует мнение, по которому многие оды Горация — почти прямой перевод не дошедших до нас песен Алкея.
На русский язык стихи Алкея переводили В. Вересаев, Вяч. Иванов, Я. Голосовкер и др.